# P$C
I P$C sono un gruppo musicale statunitense di genere hip hop. "P$C" è l'acronimo di Pimp Squad Click. Il fondatore del gruppo è stato T.I., che ha riunito gli artisti con cui era più legato. La loro casa discografica è la Atlantic Records.

## Formazione
- T.I.
- MacBoney
- Big Kuntry
- C-Rod
- A.K.

## Discografia

### Album in studio
- 2005 - T.I. Presents the P$C: 25 to Life

### Singoli
- 2005 - I'm a King (con Lil Scrappy)
- 2006 - Do Ya Thang